# Seffner (Florida)
Seffner ist  ein census-designated place (CDP) im Hillsborough County im US-Bundesstaat Florida.
Das U.S. Census Bureau hat bei der Volkszählung 2020 eine Einwohnerzahl von 8362 ermittelt.

## Geographie
Seffner liegt rund 15 Kilometer östlich von Tampa. Der CDP wird von der Interstate 4 und dem U.S. Highway 92 (Florida State Road 600) durchquert bzw. tangiert.

## Geschichte
Seffner erhielt durch die South Florida Railroad im Jahr 1884 erstmals Anschluss an das Eisenbahnnetz.

## Demographische Daten
Laut der Volkszählung 2010 verteilten sich die damaligen 7579 Einwohner auf 3020 Haushalte. Die Bevölkerungsdichte lag bei 806,3 Einw./km². 76,5 % der Bevölkerung bezeichneten sich als Weiße, 13,2 % als Afroamerikaner, 0,5 % als Indianer und 3,8 % als Asian Americans. 3,2 % gaben die Angehörigkeit zu einer anderen Ethnie und 2,7 % zu mehreren Ethnien an. 15,9 % der Bevölkerung bestand aus Hispanics oder Latinos.
Im Jahr 2010 lebten in 38,6 % aller Haushalte Kinder unter 18 Jahren sowie 21,4 % aller Haushalte Personen mit mindestens 65 Jahren. 75,1 % der Haushalte waren Familienhaushalte (bestehend aus verheirateten Paaren mit oder ohne Nachkommen bzw. einem Elternteil mit Nachkomme). Die durchschnittliche Größe eines Haushalts lag bei 2,79 Personen und die durchschnittliche Familiengröße bei 3,17 Personen.
28,3 % der Bevölkerung waren jünger als 20 Jahre, 25,9 % waren 20 bis 39 Jahre alt, 30,6 % waren 40 bis 59 Jahre alt und 15,1 % waren mindestens 60 Jahre alt. Das mittlere Alter betrug 37 Jahre. 49,1 % der Bevölkerung waren männlich und 50,9 % weiblich.
Das durchschnittliche Jahreseinkommen lag bei 54.901 $, dabei lebten 13,9 % der Bevölkerung unter der Armutsgrenze.
Im Jahr 2000 war Englisch die Muttersprache von 92,88 % der Bevölkerung, spanisch sprachen 6,26 % und 0,86 % hatten eine andere Muttersprache.